# Двигатель Nissan VQ
Двигатели Nissan VQ — бензиновые двигатели V6 производства Nissan. Двигатели серии VQ состоят из литого алюминиевого блока двигателя с алюминиевой головкой цилиндров с двумя распредвалами. Между поршнями конструктивно угол в 60 градусов. Двигатель инжекторный (MPFI), по четыре клапана на цилиндр. Поздние версии имеют различные системы изменения фаз газораспределения, а впрыск MPFI заменен на прямой впрыск топлива (NEO-Di). Почти каждый год двигатели серии VQ попадали в список 10 лучших двигателей по версии журнала Ward’s AutoWorld. Двигатели серии VQ пришли на смену двигателям серии VG.

## Серия DE

### VQ20DE
24-клапанный двигатель DOHC V6 объёмом 1995  см³ имеет диаметр цилиндра и ход поршня 76 мм и 73,3 мм соответственно, степень сжатия от 9,5 до 10,0:1. Мощность двигателя 150—160 л.с. (110—120 кВт) при 6400 об/мин, крутящий момент 186—197 Нм при 4400 об/мин (на бедной смеси).
Двигатель устанавливался на автомобилях Nissan Cefiro (A32 и A33, 1994—2003) и Nissan QX (A32, 1995—1999).

### VQ23DE
Двигатель VQ23DE имеет объём 2349 куб.см, оснащен системой изменения фаз газораспределения CVTC. Диаметр цилиндра и ход поршня составляют 85 мм и 69 мм, степень сжатия 9,8:1. Мощность двигателя 173 л.с. (127 кВт) при 6000 об/мин, крутящий момент 225 Нм при 4400 об/мин.
Двигатель устанавливался на автомобилях:
- Nissan Teana 230JM-J31, 2003—2008
- Nissan Cefiro (Neo VQ23)
- Renault Samsung SM7 (Neo VQ23, 177 л.с., 130 кВт, с 2006 года)
- Renault Safrane (Neo VQ23, 177 л.с., 130 кВт, с 2008 года)

### VQ25DE

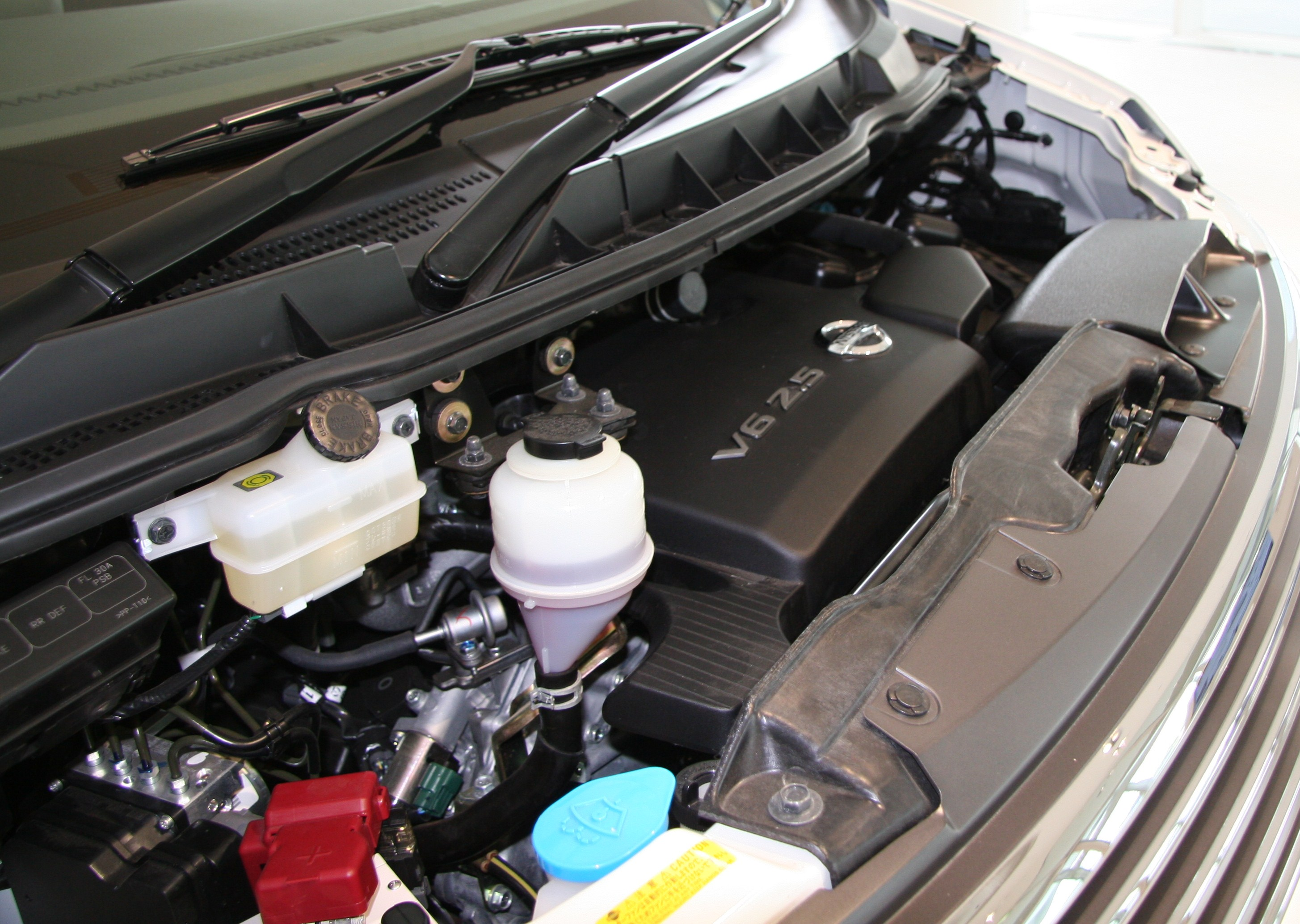
Двигатель VQ25DE, установленный в Nissan Elgrand 2007 года

Этот двигатель похож на VQ20DE, но имеет объём 2495 куб.см. Диаметр цилиндра и ход поршня составляют 85 мм и 73,3 мм, степень сжатия от 9,8 до 10,3:1. Мощность двигателя 189,49-203,50 л.с. (139,37-149,67 кВт) при 6400 об/мин, крутящий момент 236—264 Нм. Мощность поздней версии достигала 186 л.с. (137 кВт) при 6000 об/мин, момент 232 Нм при 3200 об/мин.
Двигатель устанавливался на автомобилях:
- Nissan Cefiro (A32) (1994—1998)
- Nissan Cefiro (A32) Wagon (1994—1999)
- Nissan Cefiro (A33) (2000—2003)
- Nissan Leopard (FY33) (1996—1999)
- Nissan Cedric (Y33) (1997—1999)
- Nissan Fuga (Y50) (2004—2007)
- Infiniti M (Y50) (2004—2007)
- Nissan Elgrand (E51) (2004—2010)
- Nissan Teana (J32) (2008—2011)
- Renault Samsung SM5 (L43) (178 PS, с 2010 года)
- Renault Latitude (L43) (178 PS, с 2010 года)

### VQ25DET
Турбированный двигатель VQ25DET имеет объём 2495 куб.см, систему CVTC. Диаметр цилиндра и ход поршня составляют 85 мм и 73,3 мм соответственно, степень сжатия 8,5:1. Мощность двигателя 279,51 л.с. (205,58 кВт) 6400 об/мин, крутящий момент 410 Нм при 3200 об/мин.
Турбированный двигатель устанавливался на автомобилях Nissan Stagea 250t RS FOUR V, 250t RX FOUR and AR-X FOUR (NM-35, 2001—2004) и Autech Axis (NM35, 2001—2004)

### VQ30DE

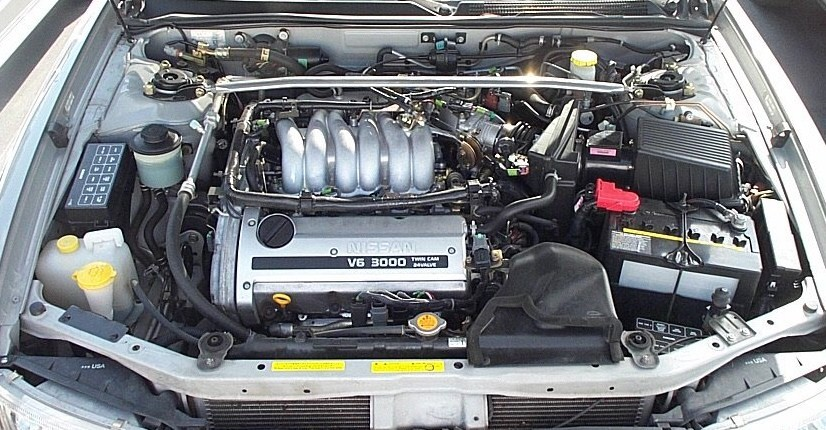
VQ30DE

Двигатель VQ30DE имеет объём 3,0 л (2987 куб.см), диаметр цилиндра и ход поршня составляют 93 мм и 73,3 мм, степень сжатия 10,0:1. Мощность двигателя 193—230 л.с. (142—170 кВт) при 6400 об/мин, крутящий момент 278—294 Нм при 4400 об/мин. Двигатель VQ30DE был в списках Ward’s 10 Best Engines с 1995 по 2001 годы. Он имеет алюминиевый блок и относительно легкий вес.
Улучшенная версия двигателя VQ30DE известна под обозначением VQ30DE-K. K — обозначение от японского кайдзен, переводящегося как «совершенствование». Этот двигатель устанавливался на Nissan Maxima в 2000—2001 годы. Мощность VQ30DEK составляет 226 л.с. (166 кВт).
Двигатель устанавливался на автомобилях:
- Nissan Cefiro (A32, 220 л.с. (160 кВт) и 279 Нм, 1994—1998)
- Nissan QX (A32, 1995—1999)
- Nissan Maxima (A32, 192 л.с. (141 кВт) и 278 Нм, 1995—1999)
- Infiniti I30 (A32), 192 л.с. (141 кВт) и 278 Нм, 1996—1999)
- Nissan Maxima (A33), 225 л.с. (165 кВт) и 294 Нм; 227 л.с. (167 кВт) для серии Anniversary Edition SE, 2000—2001)
- Infiniti I30 (A33), 230 л.с. (170 кВт) и 294 Нм, 2000—2001)
- Nissan Bassara U30, 223 л.с. (164 кВт) и 279 Нм, 1999—2003)
- Nissan Presage U30, 223 л.с. (164 кВт) и 279 Нм, 1998—2003)
- Dallara SN01, World Series by Nissan (2002—2004)

### VQ30DET
Двигатель VQ30DET имеет объём 3,0 л (2987 куб.см), это турбированная версия двигателя VQ30DE. Диаметр цилиндра и ход поршня составляют 93 мм и 73,3 мм соответственно, степень сжатия 9,0:1. Мощность двигателя 270 л.с. (200 кВт), крутящий момент 367 Нм. Начиная с 1998 года, мощность достигла 280 л.с. (210 кВт) при 6000 об/мин, крутящий момент 386 Нм при 3600 об/мин.
Двигатель устанавливался на автомобилях:
- Nissan Gloria Y33,Y34 (1995—2004)
- Nissan Cedric Y33,Y34 (1995—2004)
- Nissan Leopard Y33 (1997—1999)
- Nissan Cima F50 (2001—2007)

### VQ30DETT

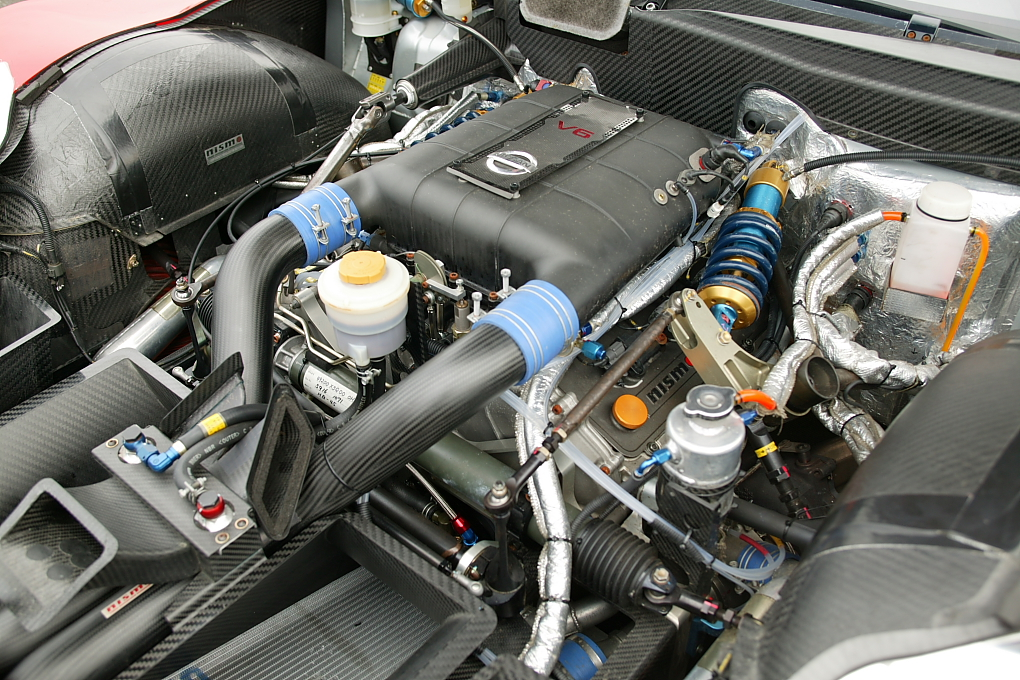
VQ30DETT

Твин-турбованный двигатель VQ30DETT предназначен исключительно для гоночных автомобилей Nissan, в первую очередь для Super GT (ранее JGTC). Впервые был установлен на Skyline GT-R в сезоне 2002 года, впоследствии этот двигатель стал силовым агрегатом для гоночного автомобиля Fairlady Z. Гоночные правила позволяют использовать VQ30DETT вместо стокового VQ35DE. Мощность двигателя оценивается в 480 л.с. (350 кВт).
VQ30DETT в 2007 году был заменен VK45DE, использовавшемся на Super GT Fairlady Z и поздних GT-R.
Двигатель устанавливался на автомобилях:
- Skyline GT-R JGTC (гоночный автомобиль, 2002—2003)
- Fairlady Z JGTC (гоночный автомобиль, 2004)
- Fairlady Z Super GT (гоночный автомобиль, 2005—2006)

### VQ35DE

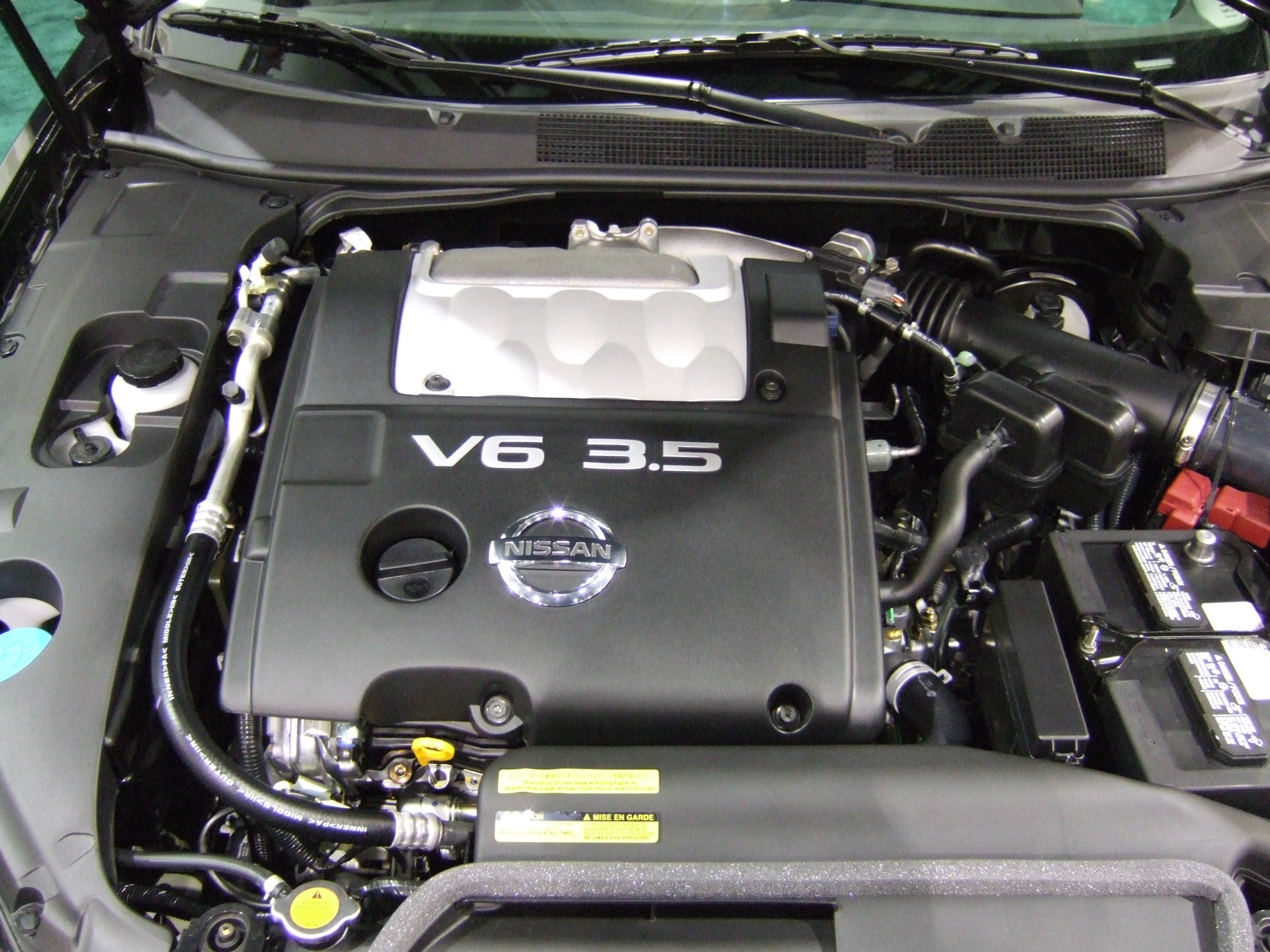
Двигатель VQ35DE под капотом автомобиля Nissan Maxima 2007 года

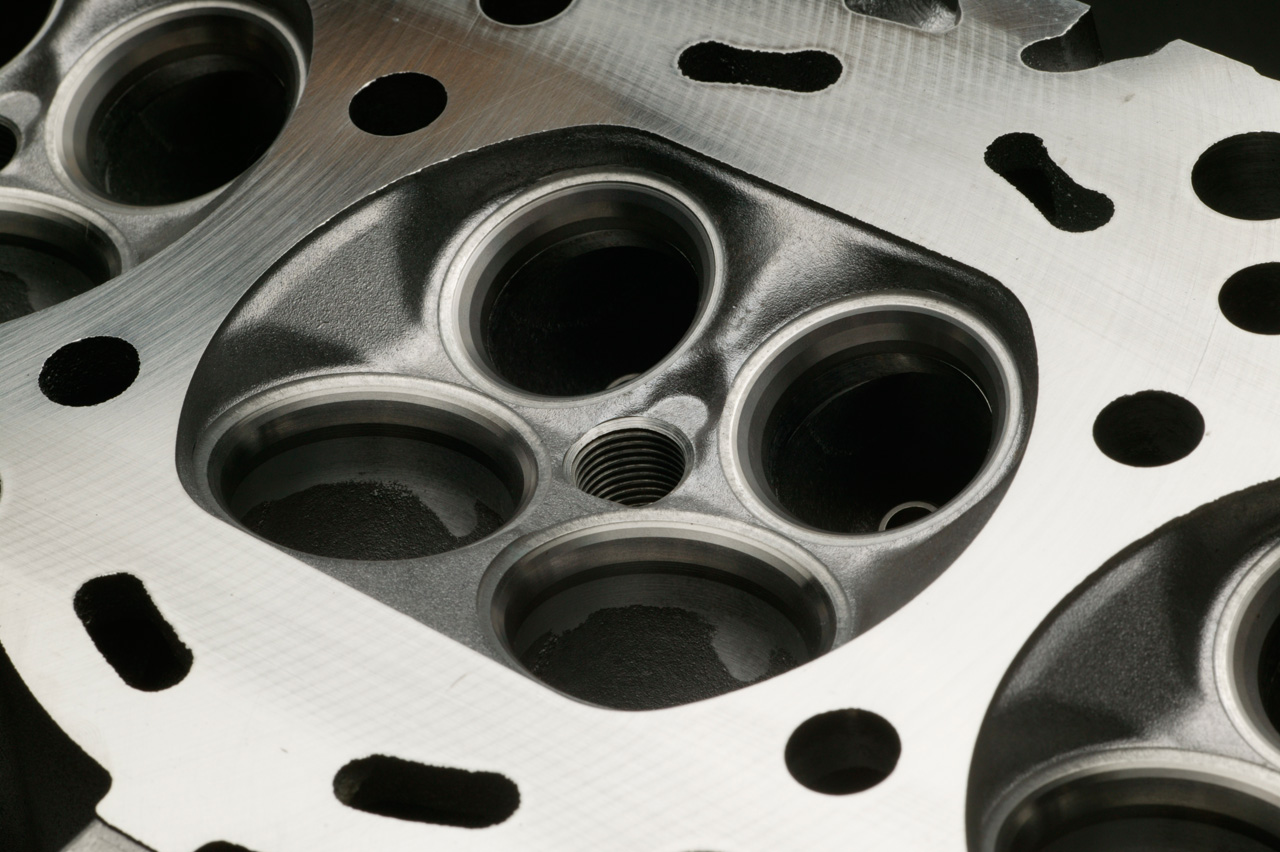
Седла клапанов головки блока цилиндров VQ35DE

Двигатель VQ35DE имеет объём 3,5 л (3498 куб.см) и используется во многих современных[когда?] автомобилях Nissan. Диаметр цилиндра и ход поршня составляют 95,5 мм и 81,4 мм. Двигатель имеет блок, аналогичный VQ30DE, но использует систему изменения фаз газораспределения (CVTCS). Мощность двигателя 231—304 л.с. (170—224 кВт), крутящий момент 334—371 Нм.
VQ35DE строился на заводах в японском Иваки, Фукусима и американском Дечерд, Теннесси. Он был в списке Ward’s 10 Best Engines с 2002 по 2007 годы.
Двигатель имеет кованные стальные шатуны, зеркальный цельный кованый коленчатый вал, а также нейлоновый впускной коллектор технологии Nissan. Поршни имеют молибденовое покрытие с низким коэффициентом трения.
Улучшенная версия двигателя VQ35DE, названная S1, производится компанией Nismo для автомобилей Fairlady Z S-Tune GT. Мощность двигателя 300 л.с. (220 кВт) при 7200 об/мин. Модель Nissan 350Z GT-S производства Swiss Tuner Novidem с двигателем VQ35DE с турбонагнетателем Novidem, выдает мощность в 380 л.с. на первой передаче и 500 л.с. на второй.
Двигатель VQ35DE устанавливался на автомобилях:
Северная Америка
- Nissan Pathfinder — 240 л.с. (179 кВт), 2001—2004
- Nissan Pathfinder — 260 л.с. (194 кВт), с 2013 года
- Infiniti QX4 — 240 л.с. (179 кВт), 2001—2004
- Infiniti I35 — 255 л.с. (190 кВт), 2002—2004
- Nissan Altima — 240—270 л.с. (179—201 кВт), с 2002 года
- Nissan Maxima — 255—300 л.с. (190—224 кВт), с 2002 года
- Nissan 350Z — 287—300 л.с. (214—224 кВт), 2003—2006
- Infiniti G35 Coupe — 280—298 л.с. (209—222 кВт), 2003—2007
- Infiniti G35 Sedan — 260—298 л.с. (194—222 кВт), 2003—2006
- Infiniti FX35 — 275 л.с. (205кВт), 2003—2008
- Nissan Murano (Z50) — 240—265 л.с. (179—198 кВт), с 2003 года
- Nissan Quest — 235—260 л.с. (175—194 кВт), с 2004 года
- Infiniti M35 — 275—280 л.с. (205—209 кВт), 2006—2008
- Infiniti JX35 — 265 л.с. (198 кВт), 2013—2013
- Infiniti QX60 — 265 л.с. (198 кВт), с 2014 года

Внутренний японский и другие рынки
- Nissan Elgrand — 240 л.с. (180 кВт), с 2000 года
- Nissan Stagea — 272 л.с. (200 кВт) и выше, 2001—2007
- Renault Vel Satis — 241 л.с. (177 кВт), 2001—2009
- Nissan Skyline (V35) — 272 л.с. (200 кВт) и выше, 2002—2007
- Nissan Teana/Cefiro (350JM-J31) — 231 л.с. (170 кВт), с 2003 года
- Nissan Presage — (231 л.с.), 2003—2009
- Renault Espace — 241 л.с. (177 кВт), с 2003 года
- Tatuus Formula V6, Formula Renault V6 Eurocup — 370 л.с. (276 кВт), 2003—2004
- Nissan Fuga 350 GT — 280 л.с. (210 кВт), 2004—2007
- Nismo Fairlady Z S-Tune GT — 300 л.с. (220 кВт), 2005—2006 (двигатель VQ35DE S1)
- Dallara T05, World Series by Renault — 425 л.с. (313 кВт), 2005—2007
- Renault Samsung SM7 — 217 л.с. (160 кВт), с 2006 года (Neo VQ35)
- Renault Laguna Coupé — 241 л.с. (177 кВт), с 2008 года
- Dallara T08, World Series by Renault — 425 л.с. (313 кВт), 2008—2011
- Renault Latitude — 253 л.с. (186 кВт), с 2010 года
- Dallara T12, World Series by Renault — 490 л.с. (360 кВт), с 2012 года

### VQ40DE

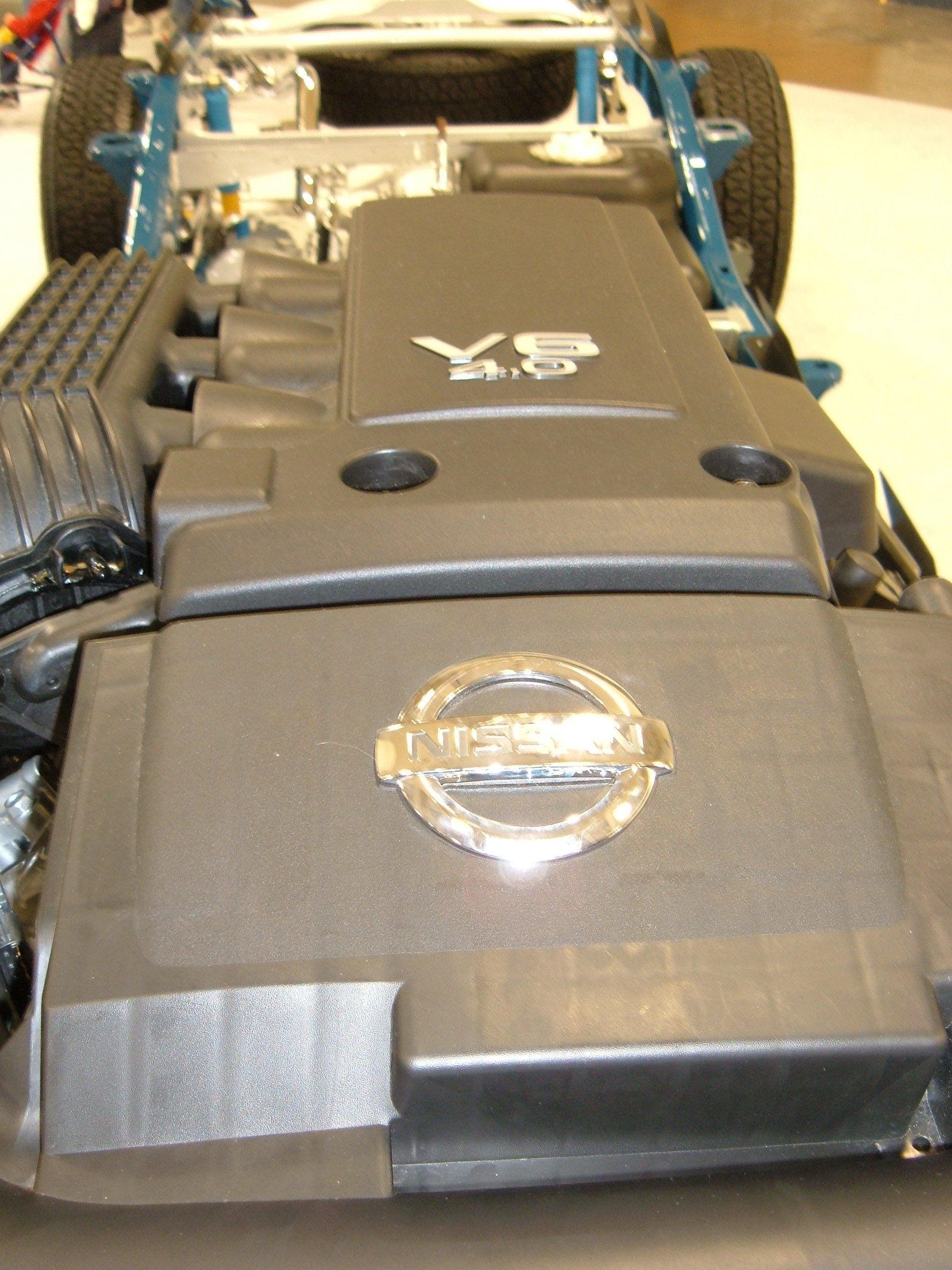
VQ40DE

Двигатель VQ40DE имеет объём 4,0 л (3954 куб.см), является вариантом VQ35DE. Диаметр цилиндра и ход поршня составляют 95,5 × 92,0 мм.
Улучшения включают в себя систему с непрерывно-изменяемыми фазами газораспределения, переменную систему впуска, использование полых и легких распредвалов и защищенных от трения поршней (поршни с молибденовым покрытием). Используется система Nissan прямого впрыска с платиновыми наконечниками свечей зажигания. Мощность двигателя 261—266 л.с. (195—198 кВт) при 5600 об/мин, крутящий момент 381—390 Нм при 4000 об/мин.
Двигатель устанавливался на автомобилях:
- Nissan Frontier (261 л.с. при 5600 об/мин; 381 Нм при 4000 об/мин; 2005—2015)
- Nissan Xterra (261 л.с. при 5600 об/мин; 381 Нм при 4000 об/мин; 2005—2015)
- Nissan Pathfinder (266 л.с. при 5600 об/мин; 390 Нм при 4000 об/мин; 2005—2012)
- Suzuki Equator (261 л.с. при 5600 об/мин; 381 Нм при 4000 об/мин; 2009—2013)
- Nissan NV1500 (261 л.с. при 5600 об/мин; 381 Нм при 4000 об/мин; с 2012 года)
- Nissan NV2500 HD (261 л.с. при 5600 об/мин; 381 Нм при 4000 об/мин; с 2012 года)
- Nissan NV Passenger (261 л.с. при 5600 об/мин; 381 Нм при 4000 об/мин; с 2012 года)

## Серия DD
Это вариант серии двигателей DE с прямым впрыском топлива (NEO-Di) и системой изменения фаз газораспределения eVTC.

### VQ25DD

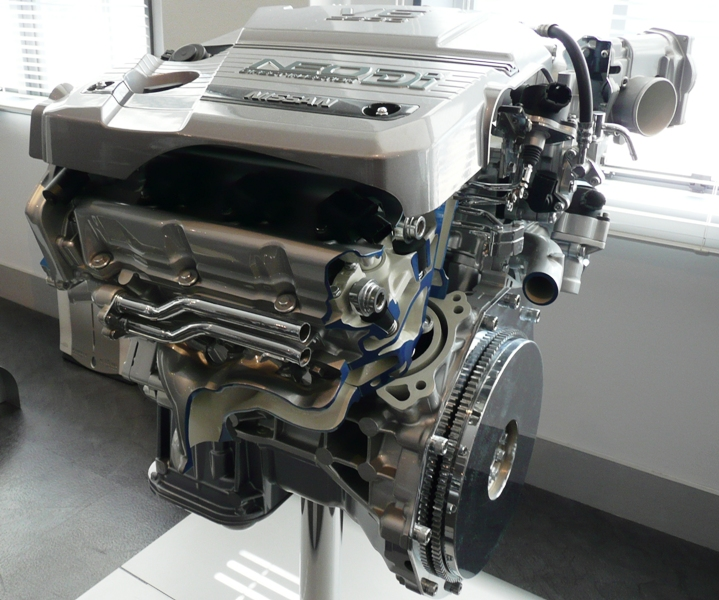
VQ25DD

Двигатель объёмом 2,5 л (2495 куб.см) имеет диаметр цилиндра и ход поршня 85 мм и 73,3 мм соответственно, степень сжатия от 11 до 11,3:1. Мощность двигателя 209,9-215 л.с. (154,4-158 кВт) при 6400 об/мин, крутящий момент 264—270 Нм при 4400 об/мин.
Двигатель устанавливался на автомобилях:
- Nissan Cefiro A33, 209,9 л.с. (154,4 кВт), внутренний японский рынок, 1999—2002
- Nissan Cedric/Nissan Gloria, 1999—2004
- Nissan Skyline V35, 215 л.с. (158 кВт), 2001—2006
- Nissan Stagea M35, 215 л.с. (158 кВт), 2001—2007

### VQ30DD
Двигатель объёмом 3,0 л (2987 куб.см) имеет диаметр цилиндра и ход поршня 93 мм и 73,3 мм, степень сжатия 11.0:1. Мощность двигателя 231,54-258,78 л.с. (170,30-190,33 кВт) при 6400 об/мин, крутящий момент 294—324 Нм при 3600 об/мин.
Двигатель устанавливался на автомобилях:
- Nissan Leopard Y33, 231 л.с. (170 кВт) и 294 Нм, 1997—1999
- Nissan Cedric Y34, 1999—2004
- Nissan Gloria Y34, 245 л.с. (180 кВт) и 309 Нм, 1999—2004
- Nissan Skyline V35, 2001—2004
- Nissan Stagea M35, 258,78 л.с. (190,33 кВт) и 324 Нм, 2001—2004

## Серия HR
HR означает High Revolution/High Response, что переводится как большие обороты/отзывчиваость.

### VQ25HR
Двигатель объёмом 2,5 литра имеет только продольную установку на заднеприводных или полноприводных автомобилях. Диаметр цилиндра и ход поршня составляют 85 мм и 73,3 мм, степень сжатия 10,3:1. Мощность двигателя 225 л.с. (173 кВт) при 6800 об/мин, крутящий момент 263 Нм при 4800 об/мин. На впуске и выпуске работает система CVTC, максимальные обороты составляют 7500 об/мин.
Двигатель устанавливался на автомобилях:
- Nissan Skyline V6 250GT Sedan — 235 л.с. (173 кВт), с 2006 года
- Nissan Fuga 250GT — 223 л.с. (164 кВт), с 2006 года
- Infiniti M/QX70 V6 M25/2.5 Sedan — 222 л.с. (166 кВт), с 2006 года
- Infiniti EX/QX50 J50 EX25/2.5 Crossover SUV — 222 л.с. (166 кВт), с 2010 года
- Infiniti G25 Sedan — 218 л.с. (163 кВт), 2011—2012
- Mitsubishi Proudia 250 VIP — 223 л.с. (164 кВт), с 2012 года

### VQ35HR

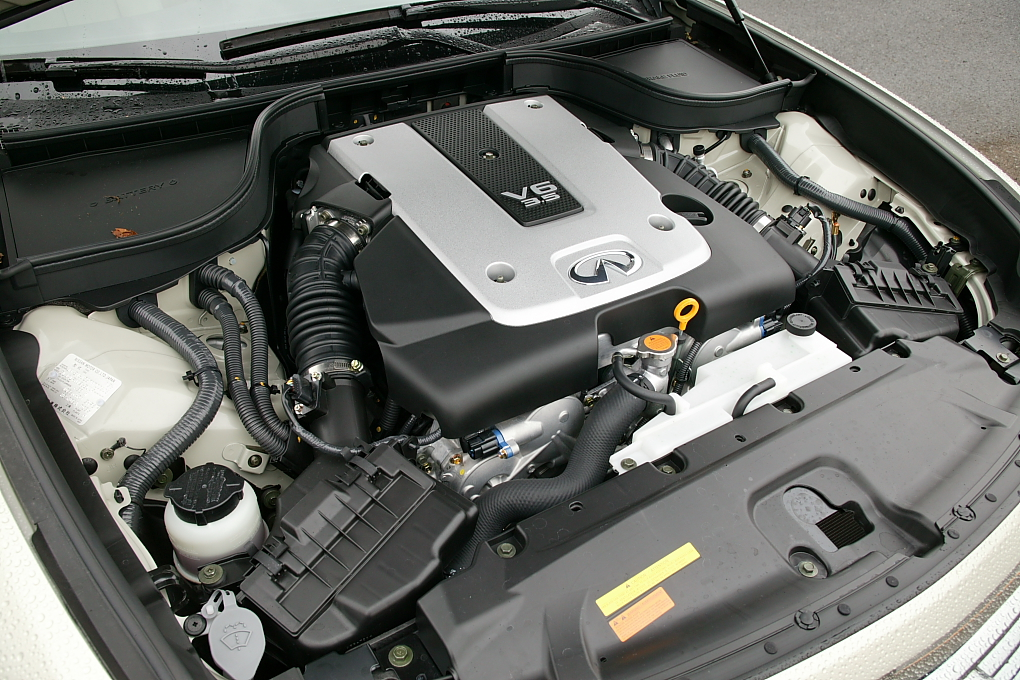
VQ35HR

Двигатель VQ35HR был впервые показан в США на седане G35 2007 года, в августе 2006 года. Nissan модернизировала линию VQ, добавив 3,5-литровый VQ35HR. Мощность двигателя 315 л.с. (232 кВт) при 6800 об/мин, крутящий момент 363 Нм при 4800 об/мин, степень сжатия 10,6:1. С 2009 года, на автомобиле Infiniti EX35 мощность двигателя уменьшена до 297 л.с. с прежним крутящим моментом, вероятно, из-за ужесточения законов. Двигатель имеет систему впрыска NDIS (Nissan Direct Ignition System) и газораспределения CVTC с гидравлическим приводом на впускном валу и электромагнитный на выпускном. Максимальные обороты составляют 7500 об/мин. Более 80 % всех деталей и механизмов двигателя были модернизированы для спортивных автомобилей с целью возможности работы двигателя на максимальных оборотах и выше. Новая система впуска урезает доступ воздуха на 18 %, в то время как пропускная способность выпуска увеличена на 25 % для лучшей вентиляции объёма цилиндра. Для расширения кривой крутящего момента, использован электрический привод изменения фаз газораспределения на выпускных кулачках. В новом блоке двигателя используются те же диаметр цилиндров и ход поршней, однако шатуны были удлинены и высота блока увеличилась на 8,4 мм для уменьшения нагрузок. Увеличение степени сжатия с 10,3:1 до 10,6:1 дало дополнительно 6 л.с. (306 всего + 3 л.с. после тестов SAE = 309 л.с.). Максимальный момент увеличился по сравнению с двигателями «DE» (260 против 268) и кривая крутящего момента стала выше и положе в большей части диапазона оборотов, и особенно в нижнем диапазоне оборотов. Двигатель VQ35HR использовался на заднеприводных автомобилях, а VQ35DE на автомобилях Nissan с передним приводом. В 2010 году Nissan начал сборку гибридной версии VQ35HR, использующую литий-ионную батарею.

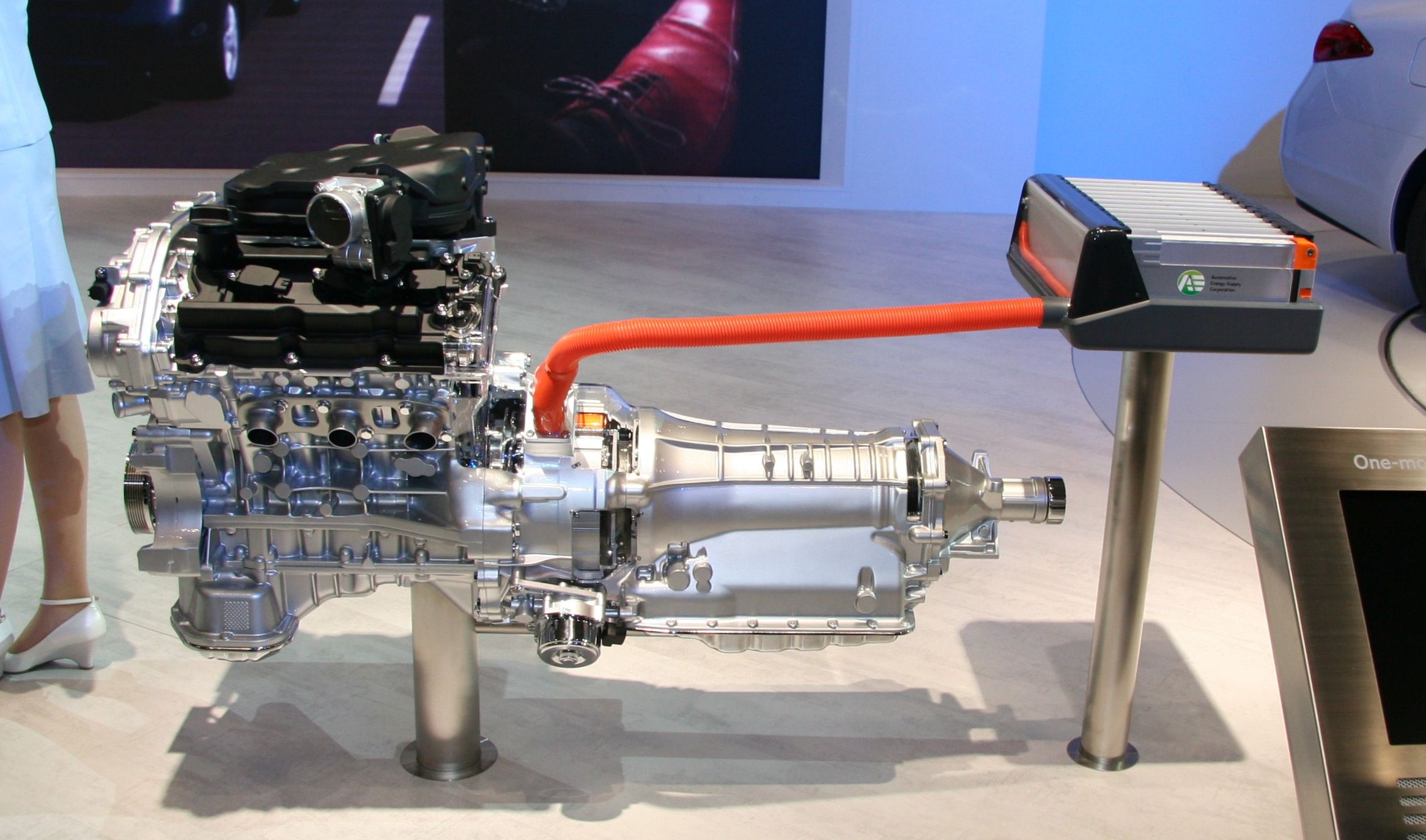
Гибридный VQ35HR

Двигатель VQ35HR устанавливался на автомобилях:
- Infiniti G35 Sedan — 306 л.с. (228 кВт), 2007—2008
- Nissan Skyline V36 350GT Sedan — 308 л.с. (230 кВт), 2007—2008
- Nissan 350Z — 313 л.с. (233 кВт); США — 306 hp (228 кВт), 2007—2008
- Nissan Fuga 350 GT — 308 л.с. (230 кВт), 2006—2008
- Infiniti EX35 Crossover SUV — 297 л.с. (221 кВт), 2008—2012
- Infiniti FX35 Crossover SUV — 303 л.с. (226 кВт), 2009—2012
- Infiniti M35 — 303 л.с. (226 кВт), 2009—2010
- Infiniti M35h (гибридный вариант) — 360 л.с. (268 кВт), 2011—2013
- Nissan Fuga Hybrid — 360 л.с. (268 кВт), с 2010 года
- Nissan Cima — 360 л.с. (268 кВт), с 2012 года
- Mitsubishi Dignity — 360 л.с. (268 кВт), с 2012 года
- Infiniti Q50 Hybrid — 360 л.с. (268 кВт), с 2014 года
- Infiniti Q70 Hybrid — 360 л.с. (268 кВт), с 2014 года

### Производство
Двигатели VQ35HR и VQ25HR строились на заводе Iwaki компании Nissan в префектуре Фукусима.

## Серия VHR
Версия серии двигателей VQ-HR с системой Nissan VVEL (Variable Valve Event and Lift).

### VQ37VHR

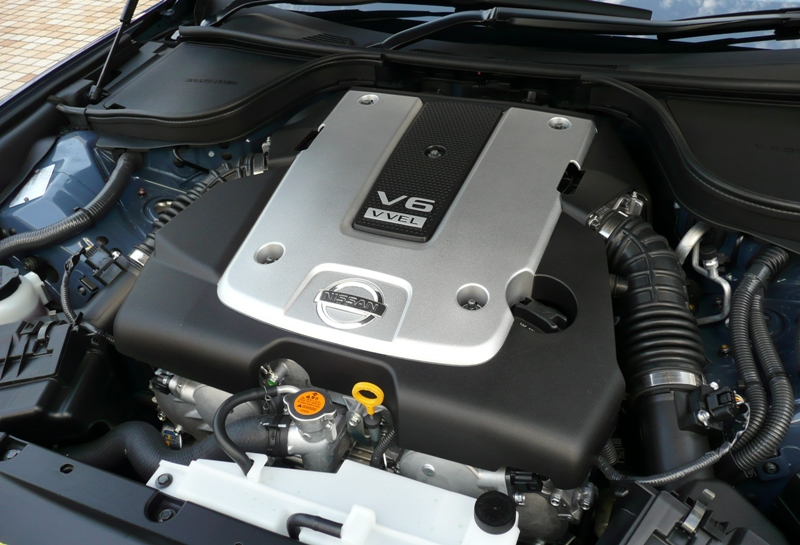
VQ37VHR

Это первый двигатель производства Nissan, использующий VVEL. Степень сжатия 11,0:1, объём 3,7 л (3696 куб.см), диаметр цилиндра и ход поршня составляют 95,5 мм и 86 мм, максимальные обороты на уровне 7600 об/мин. Мощность двигателя 355 л.с. (261 кВт) при 7000 об/мин, крутящий момент 365 Нм при 5200 об/мин. Хотя момент вырос на 2 Нм, по сравнению с VQ35HR, этот момент достигается при 5200 об/мин против 4800 оборотов на VQ35HR, и сама кривая момента улучшается.
Двигатель устанавливался на автомобилях:
- Infiniti G37 Coupe — 330 л.с. (246 кВт), 2008—2013
- Nissan Skyline V36 370 GT Coupe — 330 л.с. (246 кВт), с 2008 года
- Infiniti G37 Sedan — 328 л.с. (245 кВт), с 2009 года
- Nissan Skyline V36 370 GT Sedan — 328 л.с. (245 кВт), с 2009 года
- Infiniti G37 Convertible — 325 л.с. (242 кВт), 2009—2013
- Nissan Fuga 370GT — 328 л.с. (245 кВт), с 2009 года
- Infiniti FX37 — 330 л.с. (246 кВт), 2008—2013
- Infiniti EX37 — 320 л.с. (239 кВт), 2008—2013
- Nissan 370Z/Fairlady Z — 332 л.с. (248 кВт), с 2009 года
- Nismo 370Z — 350 л.с. (261 кВт), с 2009 года
- Infiniti M37 — 330 л.с. (246 кВт), 2011—2013
- Infiniti IPL G37 Coupe — 348 л.с. (260 кВт), с 2011 года
- Mitsubishi Proudia 370GT — 328 л.с. (245 кВт), с 2012 года
- Infiniti IPL G37 Convertible — 343 л.с. (256 кВт), 2013
- Infiniti Q50 Sedan — 328 л.с. (245 кВт), с 2014 года
- Infiniti Q60 Coupe — 330—348 л.с. (246—260 кВт), с 2014 года
- Infiniti Q60 Convertible — 325—343 л.с. (242—256 кВт), с 2014 года
- Infiniti Q70 — 330 л.с. (246 кВт), с 2014 года
- Infiniti QX50 — 325 л.с. (242 кВт), с 2014 года
- Infiniti QX70 — 325 л.с. (242 кВт), с 2014 года